# Eupalamides boliviensis
Eupalamides boliviensis is een vlinder uit de familie Castniidae. De wetenschappelijke naam van de soort is in 1918, als Castnia boliviensis, gepubliceerd door Constant Vincent Houlbert.
De soort komt voor in het Neotropisch gebied.